# Großerzbistum Ernakulam-Angamaly

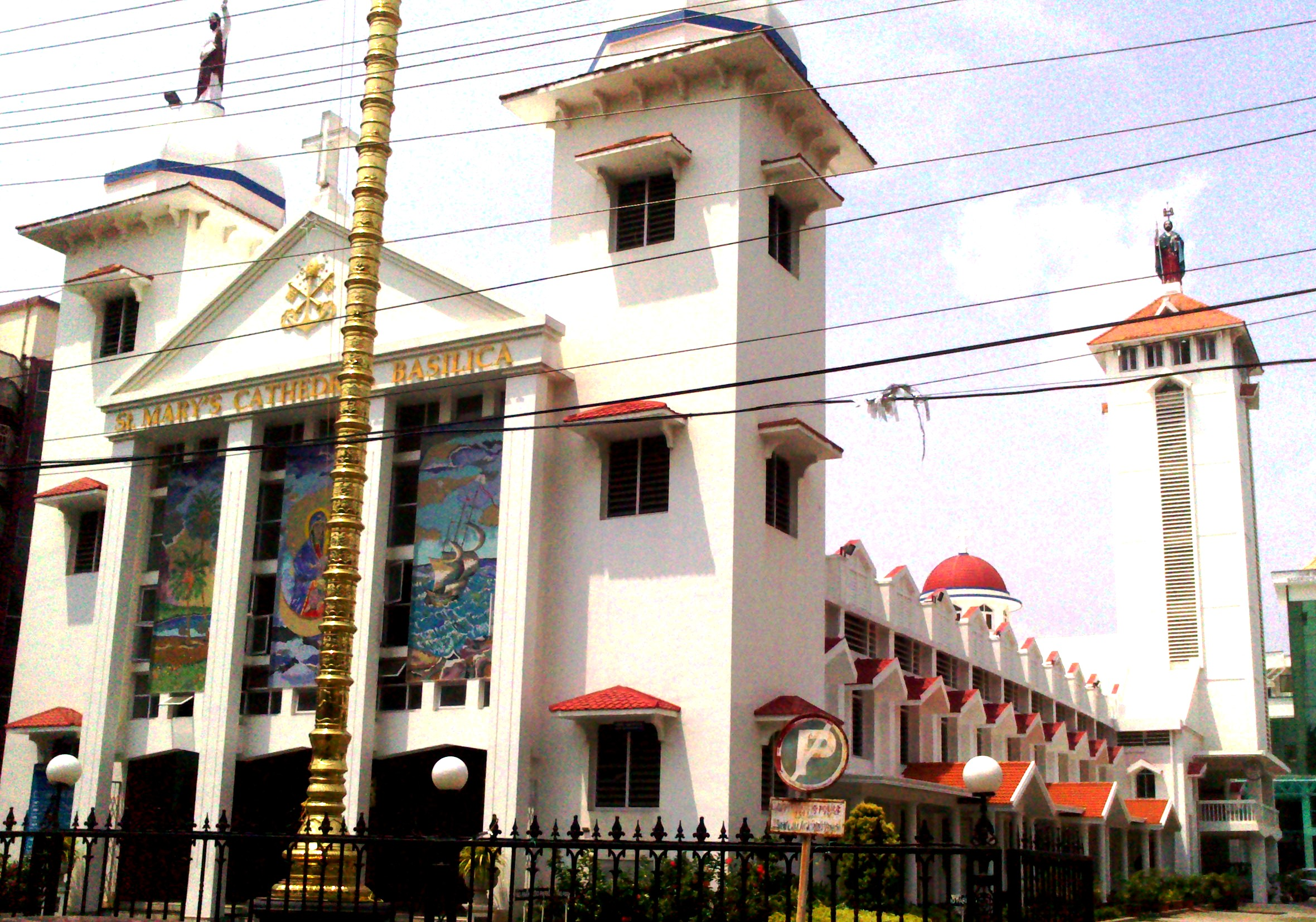
Kathedralbasilika St. Marien, Ernakulam: Bischofssitz des Großerzbistums Ernakulam-Angamaly

Das Großerzbistum Ernakulam-Angamaly (lateinisch Archidioecesis Ernakulamensis-Angamaly, Malayalam എറണാകുളം-അങ്കമാലി അതിരൂപത Eṟaṇākuḷaṁ-Aṅkamāli Atirūpata) ist eine Erzdiözese der mit Rom unierten syro-malabarischen Kirche, den Thomaschristen, an der südwestindischen Malabarküste. Die Kathedrale des Großerzbistums ist die Kathedralbasilika St. Marien in Ernakulam im Bundesstaat Kerala, Indien. Ihr Bischof ist Großerzbischof und Oberhaupt der syro-malabarischen Kirche.
Am 28. Juli 1896 wurde das Apostolische Vikariat Ernakulum errichtet und am 21. Dezember 1923 zum Erzbistum Ernakulum erhoben. Am 29. Juli 1956 wurden aus Teilen der Erzdiözese das neue Bistum Kothamangalam geschaffen. Am 16. Dezember 1992 wurde der Name auf Erzbistum Ernakulam-Angamaly geändert.
Der Erzdiözese unterstehen das Bistum Kothamangalam und die Eparchie Idukki.

## Ordinarien
- 1896–1919 Aloysius Pareparambil
- 1919–1956 Augustine Kandathil
- 1956–1984 Joseph Parecattil
- 1985–1996 Antony Padiyara
- 1999–2011 Varkey Vithayathil CSsR
- 2011–2023 George Alencherry
- seit 2024 Raphael Thattil